# Camellia aurea
Camellia aurea är en tvåhjärtbladig växtart som beskrevs av Hung T. Chang. Camellia aurea ingår i släktet Camellia och familjen Theaceae. Inga underarter finns listade i Catalogue of Life.